# Торрі Гіґґінсон
То́ррі Гі́ґґінсон (англ. Torri Higginson; нар. 6 грудня 1969), справжнє ім'я Са́ра Вікто́рія Гі́ггінсон — канадська акторка театру та кіно. Відомі ролі: телефраншиза Війни «ТЕК», х/ф Англійський пацієнт, драматичний телесеріал Це життя та вебсеріал Негуманний стан. Світову славу здобула роллю Елізабет Вейр у науково-фантастичному телесеріалі Зоряна брама: Атлантида (2004-2008).

## Життєпис
Гі́ґґінсон — валлійського походження; народилася у Берлінгтоні, Онтаріо. Акторській майстерності навчалася в Лондоні, у Ґілдголській школі музики та театру. У дитинстві Торрі хотіла бути окулісткою. У 18 переїхала до Англії.
Має молодшого брата Люка (вокаліст рок-гурту «Debaser»).
Цікавиться фотожурналістикою і подорожами.

## Кар'єра
Акторську діяльність Торрі Гіґґінсон почала з власноруч створеної ролі. У 1991 році кінокомпанія з Голландії знімала короткометражний фільм «Дружина фотографа», у якому Гіґґінсон виконала роль першого плану і одночасно продюсувала картину.
У 1992 році з'явилася на телебаченні в серіалі «Лицар назавжди», а пізніше в ролі вченої Бет Кіттрідж в телефільмі Вільяма Шетнера «Війна Тек» (також у кількох перших епізодах).
Після ролі у фантастичному бойовику «Кам'яні джунглі» (1995) з'являється в «Англійському пацієнті» в ролі медсестри Мері. Гіґґінсон зіграла головні ролі в багатьох бойовиках і фантастичних фільмах: «Погоня за пам'яттю» (1996), «Повітряний спецназ» (1998), «Сім'я поліцейських 3» Чарльза Бронсона (1999) та у мінісеріалі Стівена Кінга «Буря століть» (1999). 
У 1999 році в серіалі «Місто» у Гіґґінсон одна з найуспішніших ролей — адвокатки з Торонто.
Після цього Гіґґінсон знімається в численних фільмах: «Щури», «Перетворення Пейдж», «Ірландський квартал», «Горець: Ворон», «За межею можливого», в канадському документальному мінісеріалі «Людська історія» і еротичній антології «Щастя».
У 2004 році Гіґґінсон отримує головну роль у телесеріалі «Зоряна брама: Атлантида»: докторку Елізабет Вейр вона також втілила в серіалі «Зоряна брама: SG-1».
У 2015 році Гіґґінсон з'явилася у телесеріалі Це життя в ролі Наталі Лоусон.
З 2016 року зображує докторку Кесслер у вебсеріалі KindaTV Негуманний стан.

## Фільмографія
| Рік       |   | Українська назва          | Оригінальна назва                          | Роль            |
| --------- | - | ------------------------- | ------------------------------------------ | --------------- |
| 2016      | ф | Хроніки кохання           | The History of Love                        | Шарлотта Сінґер |
| 2010      | ф | Апокаліпсис Стоунхенджа   | Stonehenge Apocalypse                      | Джейсі          |
| 2007      | с | NCIS: Полювання на вбивць | NCIS: Naval Criminal Investigative Service | Джордан Гемптон |
| 2004—2007 | с | Зоряна брама: Атлантида   | Stargate: Atlantis                         | Елізабет Вейр   |
| 2004—2006 | с | Зоряна брама: SG-1        | Stargate SG-1                              | Елізабет Вейр   |
| 1999      | с | Шторм сторіччя            | Storm of the Century                       | Енджел Карвер   |
| 1996      | ф | Англійський пацієнт       | The English Patient                        | Мері            |

## Нагороди та номінації

### Нагороди
- 2000 — Премія Gemini Award — Краща драматична акторка в серіалі «Місто».

### Номінації
- 2005 — Премія «Сатурн» — Краща телеакторка другого плану в серіалі «Зоряна брама: Атлантида».